# Procesele vrăjitoarelor din Salem

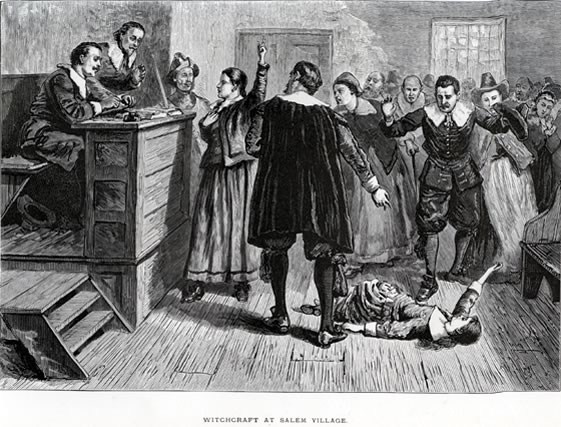
Figura centrală din această ilustrare din 1876 - la aproape două secole de la proces - este considerată a fi Mary Walcott.

Procesele vrăjitoarelor din Salem au fost o serie de audieri în fața magistraților locali urmate de procesele desfășurate ulterior la curtea supremă colonială a Provinciei Massachusetts Bay pentru a intenta procese oamenilor acuzați de vrăjitorie din comitatele Essex, Suffolk, și Middlesex din Provincia Massachusetts Bay (entitatea administrativă colonială precursoare a statului  Massachusetts,  Statele Unite ale Americii, de astăzi). Procesele au avut loc între februarie 1692 și mai 1693.
Peste 150 de oameni au fost arestați și întemnițați, cu mult mai mulți acuzați care nu au fost urmăriți formal de autorități. Cele două curți au condamnat douăzeci și nouă de oameni pentru crima de vrăjitorie. Nouăsprezece dintre acuzați, paisprezece femei și cinci bărbați, au fost spânzurați. Un bărbat, (Giles Cory), care a refuzat să ia cuvântul pentru a se apăra, a fost omorât cu pietre. Cel puțin încă cinci dintre acuzați au murit la închisoare. Doi dintre cei acuzați, un băiat și o fată care erau cei mai buni prieteni, au fost singurii care au fost arși pe rug.
În ciuda faptului că au fost cunoscute în general sub numele de Procesele Vrăjitoarelor din Salem, audierile preliminare din 1692 au avut loc în multe orașe din zonă, Salem Village, Ipswich, Andover, precum și în orașul Salem. Cele mai cunoscute procese au fost conduse de Curtea lui Oyer și Terminer în anul 1692 în orașul Salem. Cei douăzeci și șase de oameni care au fost judecați în fața acelei curți au fost condamnați cu toții. Cele patru sesiuni ale Curții Superioare de Judecată din 1693, ținute în orașul Salem, dar și în localitățile Ipswich, Boston și Charlestown au declarat doar trei condamnări din cele treizeci și unu de procese pentru vrăjitorie pe care le-a supravegheat.

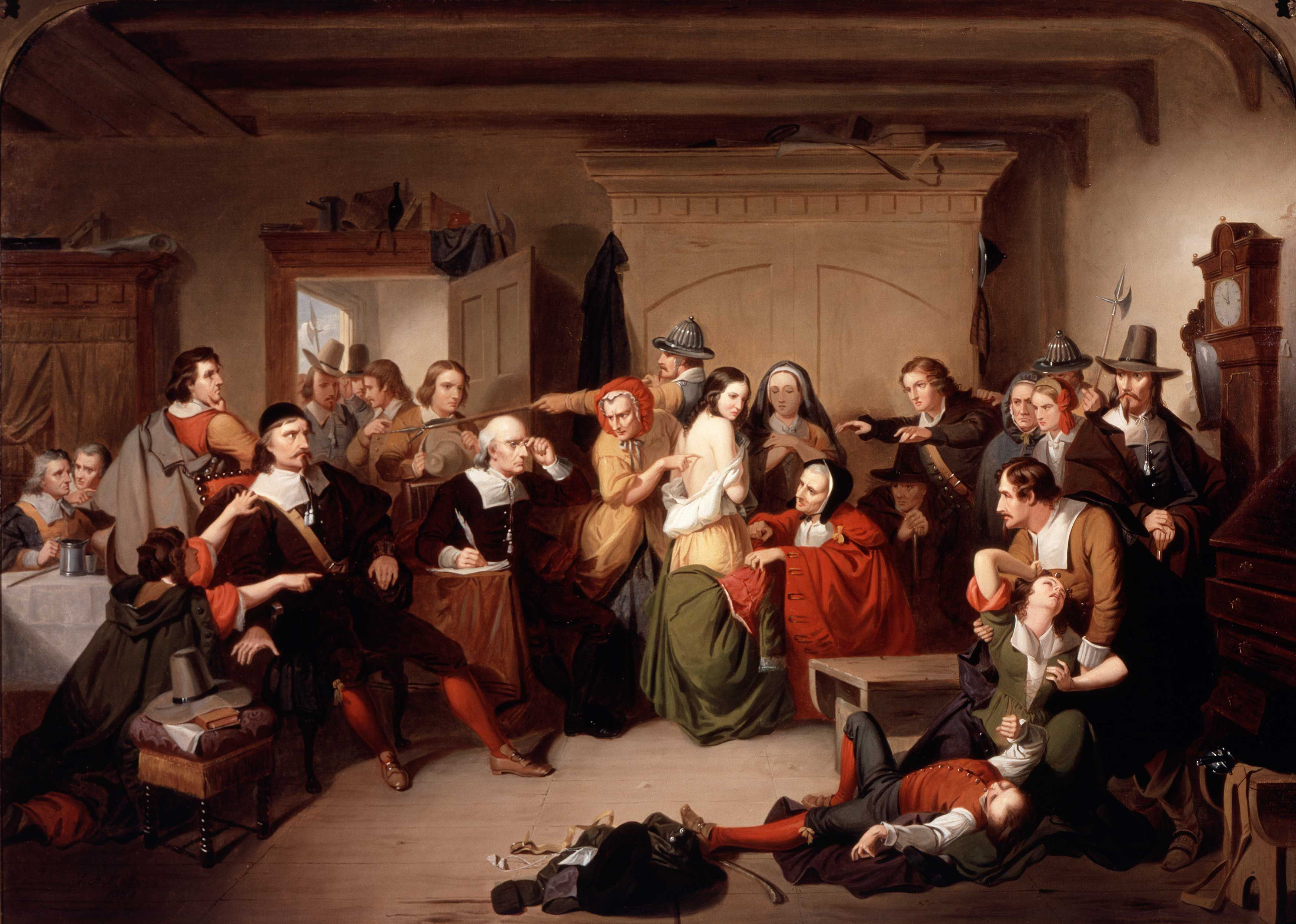
Examinarea unei vrăjitoare (1853) de Tompkins Matteson. Pictură inspirată de procese.
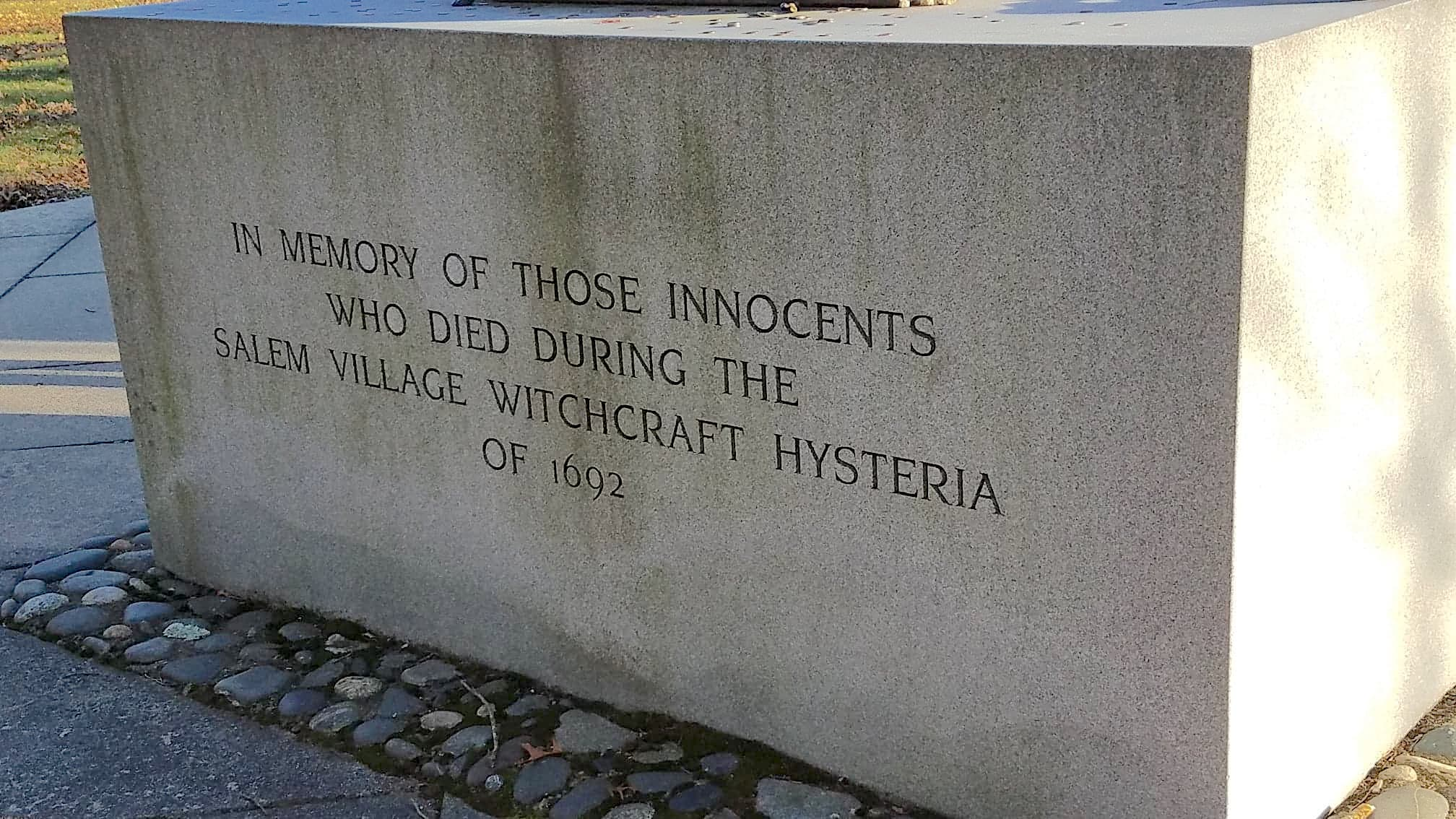
Memorialul victimelor proceselor de vrăjitorie, Danvers, Massachusetts